# Kerstin Behrendt
Kerstin Behrendt (Lipcse, 1962. szeptember 2. –) Európa-bajnok német atléta.

## Pályafutása
Három versenyszámban is aranyérmesként zárt az 1985-ös junior Európa-bajnokságon. 100 és 200 méteren, továbbá a négyszer százas váltóval is győzött.
Egy ezüstérmet nyert 1987-ben a római világbajnokságon. Silke Möller, Cornelia Oschkenat és Marlies Göhr társaként tagja volt az amerikai csapat mögött második helyezett négyszer százas kelet-német váltónak.
Pályafutása alatt mindössze egy Olimpián vett részt. 1988-ban a szöuli olimpiai játékokon ezüstérmet szerzett a váltóval. Möller, Göhr és Ingrid Auerswald társaként másodikként zárta a versenyszám döntőjét; az 1987-es világbajnoksághoz hasonlóan ezúttal is az amerikaiak váltója mögött.
1990-ben két érmet is nyert a Splitben rendezett Európa-bajnokságon. 100 méteren két honfitársa, Katrin Krabbe és Möller mögött lett bronzérmes, míg a négyszer százas váltóval aranyérmesként zárt. Ez volt Kerstin utolsó nemzetközi sikere.

## Egyéni legjobbjai
- 100 méteres síkfutás - 11,05 s (1988)